# Велико Трговишће
Велико Трговишће је насељено место и седиште општине у Крапинско-загорској жупанији, Хрватска. До територијалне реорганизације у Хрватској налазило се у саставу бивше велике општине Забок.

## Становништво
На попису становништва 2011. године, општина Велико Трговишће је имала 4.945 становника, од чега у самом Великом Трговишћу 1.250.

## Попис1991.
На попису становништва 1991. године, насељено место Велико Трговишће је имало 1.253 становника, следећег националног састава:
| Попис 1991.‍   | Попис 1991.‍  | Попис 1991.‍ | Попис 1991.‍ | Попис 1991.‍ |
| ------------- | ------------ | ----------- | ----------- | ----------- |
|               |              |             |             |             |
| Хрвати        | Хрвати       |             | 1.228       | 98,00%      |
| Срби          | Срби         |             | 6           | 0,47%       |
| Албанци       | Албанци      |             | 5           | 0,39%       |
| Југословени   | Југословени  |             | 4           | 0,31%       |
| Муслимани     | Муслимани    |             | 1           | 0,07%       |
| Словаци       | Словаци      |             | 1           | 0,07%       |
| Словенци      | Словенци     |             | 1           | 0,07%       |
| неопредељени  | неопредељени |             | 2           | 0,15%       |
| непознато     | непознато    |             | 5           | 0,39%       |
| укупно: 1.253 |              |             |             |             |

## Познате личности
- Фрањо Туђман